# Bartholomäus Stein
Bartholomäus Stein (auch: Barthel Sthenus; * um 1477 in Brieg, Herzogtum Brieg; † um 1520 in Breslau) war ein deutscher Humanist und Geograph.

## Leben
Bartholomäus Stein war der Sohn des Brieger Ratmannes und späteren Bürgermeisters Georg Stein. Er bezog im Sommersemester 1495 die Universität Krakau, wo er der erste Beschreiber von Breslau und Schlesien wurde. Er machte regelrecht den artistischen Kursus durch, wurde im Wintersemester 1498 Baccalar und im Anfange des Jahres 1501 Magister der Sieben freien Künste. Im nächsten Sommer las er, ein Zeichen für seine humanistischen Neigungen, über die Achilleis des Publius Papinius Statius. Im Sommer 1505 war er an der Universität Wien, ließ sich dort als Scholar der Medizin einschreiben und war ein Schüler von Konrad Celtis. Er kehrte jedoch wieder nach Krakau zur artistischen Fakultät zurück. Im Wintersemester 1506 las er, immer noch als Extraneus non de facúltate, über die kleinen physischen Schriften des Aristoteles, im Sommer 1507 über die pseudoaristotelische Oeconomica und im Winter 1507/8 über die Tusculanen Marcus Tullius Cicero.
Das letzte Kolleg führte er nicht zu Ende, weil er vor der Fastenzeit Krakau verließ, um als Mentor die Söhne des Breslauer Großkaufmanns Leonhard Vogel aus Coburg Christoph und Wilhelm, die im Sommer 1507 nach Krakau gekommen waren, nach Wittenberg zu begleiten, wohin sie Christoph Scheurl eingeladen hatte. Stein geriet wegen der Knaben mit Scheurl in Konflikt. Aus Rücksicht auf die Wünsche des Bischofs Johann V. Thurzo verwandte sich Scheurl trotzdem bei den Reformatoren der Universität wegen eines Lehrauftrages für Stein. Im Frühjahr 1509 wurde ihm als einem Krakauer die bis dahin noch nicht bestehende Professur der Mathematik angeboten. Er schlug sie jedoch aus und ließ sich die Professur der Geographie übertragen.
Damit wurde er der erste bestellte Professor dieser Wissenschaft an einer deutschen Universität. Als Unterlage für seine Vorlesungen gab er De chorographia des Pomponius Mela neu heraus. Am 23. November 1509 hielt er die übliche Lobrede auf die heilige Katharina, die Schutzpatronin der Wittenberger Artistenfakultät. Er selbst erklärte in seinen Vorlesungen die Gestalt der bewohnten Erdkreise. Damit gab er den Bewohnern derselben eine Grundlage in die Hand, so dass diese ihren Lebensraum erklären konnten. Feldherren erhielten notwendige geographische Kenntnisse, Privatleute wurden mit der Verkehrsgeographie vertraut und Dichter mit Kenntnissen der Örtlichkeiten ausgestattet. Somit diente die Geographie als nützliche Hilfe breiter Berufszweige, sie förderte die Heimatliebe, da sie Identifikation schuf, und schaffte Verständnis für die klassische Literatur.
1512 war er in Leipzig und gab zu Hieronymus Emsers Vita Bennonis des heiligen Benno ein Carmen commendaticium heraus. Nach Schlesien zurückgekehrt, trat er als Priester in den Johanniterkonvent zu Corpus Christi in Breslau. In seinen Mußestunden schrieb er etwa im Winter 1512 zu 1513 seine gediegene Beschreibung von Breslau und Schlesien und ein Kompendium der jüdischen Geschichte, das durch die Vermittelung von Johann Heß 1523 in Nürnberg gedruckt worden ist. Schon 1520 ist er wahrscheinlich nicht mehr am Leben gewesen.

## Werke
- Descriptio lotius Silesiae, Breslau: Trewendt & Granier, 1927
- Descriptio Vratislaviae, Breslau: Trewendt & Granier, 1927